# Pleun Strik
Pleun Strik (ur. 27 maja 1944 w Rotterdamie, zm. 14 lipca 2022) – piłkarz holenderski grający na pozycji stopera lub defensywnego pomocnika.

## Kariera klubowa
Strik rozpoczynał w małym klubie z Hagi o nazwie VCS. Niedługo potem zainteresował on wysłanników Feyenoordu i w 1963 roku trafił do tej drużyny. Nie sprawdził się tam i po sezonie przeszedł do Go Ahead Eagles i właśnie w barwach tego klubu zadebiutował w 1964 roku w Eredivisie. W tym samym sezonie doszedł do finału Pucharu Holandii, w którym jego klub uległ 0:1 Feyenoordowi. W zespole z Deventer z roku na rok grał coraz lepiej i z czasem stał się jednym z najlepszych obrońców ligi.
Zimą 1968 Strik przeszedł do PSV Eindhoven. Jednak w drugiej połowie lat 60. klub ten nie osiągał większych sukcesów. W 1969 Pleun grał z PSV w finale krajowego pucharu, ale zespół z Eindhoven przegrał po dwumeczu z Feyenoordem. Rok później PSV także grało w finale i także przegrało, tym razem 0:2 z Ajaksem Amsterdam. Swoje pierwsze mistrzostwo kraju Strik zdobył w roku 1975, gdy PSV zakończyło sezon z 2 punktami przewagi nad Feyenoordem. Był to pierwszy tytuł od 12 lat. W mistrzowskim sezonie Strik rozegrał 30 meczów i zdobył 1 gola. Rok później PSV znów nie miało sobie równych w Holandii i tym razem uplasowało się w tabeli o 1 oczko przed Feyenoordem. Strik miał mniejszy udział w tym sukcesie jak przed rokiem, gdyż rzadziej wybiegał na boisko – 20-krotnie.
W 1976 roku Pleun przeszedł do innego klubu z miasta Eindhoven, FC Eindhoven. W sezonie 1976/1977 spadł z nim jednak z ligi i kolejny sezon spędził na zapleczu holenderskiej ekstraklasy. W 1978 nie udało się wywalczyć awansu do Eredivisie, toteż Pleun zmienił klub i przeszedł do NEC Nijmegen, które właśnie utrzymało się w lidze. W NEC był podstawowym zawodnikiem zespołu, jednak nie osiągał sukcesów z tym klubem, gdyż ten co roku walczył o utrzymanie się w lidze. Strik grał tam 4 lata i w 1982 roku ostatni raz w karierze zmienił barwy klubowe. Grał w VVV Venlo na zapleczu ekstraklasy i ostatecznie w 1984 roku zakończył piłkarską karierę w wieku 40 lat.
| Sezon   | Klub                | Kraj     | Rozgrywki     | Mecze | Bramki |
| ------- | ------------------- | -------- | ------------- | ----- | ------ |
| 1964/65 | Feyenoord Rotterdam | Holandia | Eredivisie    | 0     | 0      |
| 1964/65 | Go Ahead Eagles     | Holandia | Eredivisie    | ?     | ?      |
| 1965/66 | Go Ahead Eagles     | Holandia | Eredivisie    | ?     | ?      |
| 1966/67 | Go Ahead Eagles     | Holandia | Eredivisie    | ?     | ?      |
| 1967/68 | Go Ahead Eagles     | Holandia | Eredivisie    | ?     | ?      |
| 1967/68 | PSV Eindhoven       | Holandia | Eredivisie    | 18    | 0      |
| 1968/69 | PSV Eindhoven       | Holandia | Eredivisie    | 34    | 0      |
| 1969/70 | PSV Eindhoven       | Holandia | Eredivisie    | 33    | 1      |
| 1970/71 | PSV Eindhoven       | Holandia | Eredivisie    | 34    | 3      |
| 1971/72 | PSV Eindhoven       | Holandia | Eredivisie    | 34    | 2      |
| 1972/73 | PSV Eindhoven       | Holandia | Eredivisie    | 34    | 1      |
| 1973/74 | PSV Eindhoven       | Holandia | Eredivisie    | 33    | 0      |
| 1974/75 | PSV Eindhoven       | Holandia | Eredivisie    | 30    | 1      |
| 1975/76 | PSV Eindhoven       | Holandia | Eredivisie    | 20    | 0      |
| 1976/77 | FC Eindhoven        | Holandia | Eredivisie    | 33    | 7      |
| 1977/78 | FC Eindhoven        | Holandia | Eerstedivisie | 20    | 2      |
| 1978/79 | NEC Nijmegen        | Holandia | Eredivisie    | 31    | 1      |
| 1979/80 | NEC Nijmegen        | Holandia | Eredivisie    | 33    | 2      |
| 1980/81 | NEC Nijmegen        | Holandia | Eredivisie    | 14    | 1      |
| 1981/82 | NEC Nijmegen        | Holandia | Eredivisie    | 27    | 4      |
| 1982/83 | VVV Venlo           | Holandia | Eerstedivisie | 21    | 0      |
| 1983/84 | VVV Venlo           | Holandia | Eerstedivisie | 26    | 1      |

## Kariera reprezentacyjna
W reprezentacji Holandii Strik zadebiutował 7 września 1969 roku w przegranym 1:2 wyjazdowym meczu z Polską. W latach 1969–1971 rozegrał 7 meczów, jednak potem na 3 lata wypadł z reprezentacji. Powrócił do niej w 1974 roku, gdy został powołany do kadry na mistrzostwa świata w RFN. Przedtem zagrał w sparingu z Argentyną (4:1) i zdobył jednego z goli. Na mundialu był rezerwowym i ani razu nie pojawił się na boisku, z drużyną zdobył wicemistrzostwo świata. Ogółem w reprezentacji Holandii Strik rozegrał 8 meczów i zdobył 1 gola.